# 石川真
石川 真（いしかわ しん、本名および旧芸名：石川 功久（）、8月3日 - ）は、日本の俳優、モデル。身長185cm。大阪府出身。中京大学文学部卒業。モデルとしての所属はプレステージ。

## 来歴・人物
子供のころより映画が好きであったことから、大学卒業後に関西芸術座付属研究所に入所。その後、映画『マイフェニックス』で俳優としてデビュー。
1992年、オリジナルビデオ『真・仮面ライダー 序章』で主人公・風祭真 / 仮面ライダーシンを演じた。
その後、芸名を石川 真に改める。なお、改名の理由は、辻理から「功久（かつひさ）は読みにくい」と言われたことと、前述の『真・仮面ライダー』で風祭真を演じた名残もあるという。
1998年には『ウルトラマンガイア』に塚守亨隊員（チームファルコンのメンバー）役で出演。2006年には『ウルトラマンメビウス』で再び「ウルトラシリーズ」の作品に出演し、ウルトラマンヒカリ（ハンターナイトツルギ）に変身するセリザワ・カズヤ役を務めた。

### 趣味・エピソード
『真・仮面ライダー 序章』にはオーディションで合格したが、当時二輪車の免許を持っていなかったため、急ぎ免許を取得したが本番の風祭真のバイクシーンは、けん引での撮影だったと2022年10月18日のTwitterで語っている。
「ウルトラシリーズ」の作品では『ウルトラセブン』が好きだったと語っている。
趣味は、音楽鑑賞。特技は野球、水泳、書道、英会話。

## 出演

### テレビドラマ
- 連続テレビ小説 / 和っこの金メダル（1989年、NHK総合）
- 勝手にしやがれヘイ!ブラザー 第10話（1989年12月15日、NTV）
- 東京ストーリーズ / モーニングコールガール（1989年11月3日、CX）
- 男と女のミステリー / わが子に狙われる時（1990年6月8日、CX）
- 火曜ミステリー劇場 / 花ふぶき女スリ三姉妹5 謎の五つの指輪を求めて無銭旅行（1991年4月16日、ABC）
- 月曜ドラマスペシャル オリンピック直前特別企画 / フジヤマのトビウオ 古橋広之進物語（1992年7月20日、TBS）
- 土曜ワイド劇場 / 狙われた花嫁 雪の北陸路 誘拐殺人プレイバック!ビデオに写った危ない娘たち（1992年9月19日、ABC）
- 家なき子 第4話「シンデレラの復讐! 目には目を」（1994年5月7日、NTV）
- 火曜サスペンス劇場 / 六月の花嫁シリーズ4 幸福（1994年6月28日、NTV）
- 刑事 蛇に横切られる（1995年7月1日、NHK GTV）
- ウルトラシリーズ
  - ウルトラマンガイア（1998年9月5日 - 1999年8月28日、MBS） - 塚守亨
  - ウルトラマンメビウス（2006年4月8日 - 2007年3月31日、CBC） - セリザワ・カズヤ
- ドラマ30 / 離婚計画〜いつか愛したあなたへ〜（2000年、MBS） - 山本啓一
- お前の諭吉が泣いている 第10話「さよなら…ケッペキ先生」（2001年3月15日、ANB）

### その他のテレビ番組
- 地球キャッチミー（1990年 - 1992年、ANB） - レギュラー
- クイズ!脳ベルSHOW（2018年2月26日・27日、3月2日、BSフジ）

### 映画
- マイフェニックス（1989年5月13日、東宝）
- BEST GUY（1990年12月15日、東映） - 寺脇三郎三等空尉（サリー）
- 極道記者2 馬券転生篇（1994年11月19日、大映）
- LADY NINJA〜青い影〜（2018年1月20日、渋谷プロダクション）

### オリジナルビデオ、オリジナルDVD
- 真・仮面ライダー 序章（1992年2月20日、バンダイビジュアル） - 主演・風祭真 / 仮面ライダーシン
- 取立屋本舗ベビィ 闇金仁義（1994年1月28日、タキコーポレーション）
- ウルトラマンメビウス外伝 アーマードダークネス（2008年7月25日・8月22日、バンダイビジュアル） - セリザワ・カズヤの声

### 舞台
- 第一回ドリーム・ジョブ・アクターズ公演 朗読劇「半七捕物帳〜慶応三年八月 毒殺事件〜」〈半七捕物帳〜筆屋の娘 / 岡本綺堂より〉（2019年2月14日・15日、下北沢シアターミネルヴァ） - 白石泰男 役

### CM
- サントリー ボス THE CAN COFFEE 俺の微糖「ヘッドライト・テールライト2019」篇（2019年2月2日 - ）